# Ortholexis holocausta
Ortholexis holocausta is een vlinder uit de familie van de dikkopjes (Hesperiidae). Deze soort is voor het eerst wetenschappelijk beschreven als Erionota holocausta door Paul Mabille in een publicatie uit 1891.
Deze zeer zeldzame soort komt voor in de bossen van Sierra Leone, Ivoorkust, Ghana, Nigeria, Kameroen, Gabon, Congo-Brazzaville, Congo-Kinshasa en Zambia.